# E-Prix di Putrajaya 2014
L'E-Prix di Putrajaya 2014 è stato il secondo evento del campionato di Formula E 2014-2015 e ha visto la vittoria di Sam Bird.

## Aspetti sportivi
Charles Pic, impegnato come riserva per la Lotus al GP di Abu Dhabi è stato sostituito da Matthew Brabham. António Félix da Costa ha corso al volante del team Amlin Aguri dopo che in occasione della prima gara era stato sostituito da Takuma Satō.

## Risultati

### Qualifiche
Nelle qualifiche si è avuta la seguente situazione.
| Pos.                        | Nº | Pilota                 | Team               | Tempo       | Distacco | Griglia |
| --------------------------- | -- | ---------------------- | ------------------ | ----------- | -------- | ------- |
| 1                           | 8  | Nicolas Prost          | e.dams Renault     | 1:21.779    |          | 11      |
| 2                           | 6  | Oriol Servià           | Dragon Racing      | 1:22.010    | +0.231   | 1       |
| 3                           | 2  | Sam Bird               | Virgin Racing      | 1:22.235    | +0.456   | 2       |
| 4                           | 66 | Daniel Abt             | Audi Sport ABT     | 1:22.342    | +0.563   | 3       |
| 5                           | 10 | Jarno Trulli           | Trulli             | 1:22.347    | +0.568   | 4       |
| 6                           | 5  | Karun Chandhok         | Mahindra Racing    | 1:22.612    | +0.833   | 5       |
| 7                           | 99 | Nelson Piquet Jr.      | China Racing       | 1:22.620    | +0.841   | 6       |
| 8                           | 23 | Nick Heidfeld          | Venturi            | 1:22.720    | +0.941   | 7       |
| 9                           | 21 | Bruno Senna            | Mahindra Racing    | 1:22.816    | +1.037   | 8       |
| 10                          | 28 | Matthew Brabham        | Andretti Autosport | 1:22.941    | +1.162   | 9       |
| 11                          | 55 | António Félix da Costa | Amlin Aguri        | 1:23.194    | +1.415   | 10      |
| 12                          | 30 | Stéphane Sarrazin      | Venturi            | 1:23.240    | +1.461   | 12      |
| 13                          | 27 | Franck Montagny        | Andretti Autosport | 1:23.697    | +1.918   | 13      |
| 14                          | 18 | Michela Cerruti        | Trulli             | 1:23.857    | +2.078   | 14      |
| 15                          | 88 | Ho-Pin Tung            | China Racing       | 1:23.894    | +2.115   | 15      |
| 16                          | 77 | Katherine Legge        | Amlin Aguri        | 1:25.823    | +4.044   | 16      |
| Tempo limite 107%: 1:28.504 |    |                        |                    |             |          |         |
| 17                          | 3  | Jaime Alguersuari      | Virgin Racing      | senza tempo |          | 17      |
| 18                          | 11 | Lucas Di Grassi        | Audi Sport ABT     | senza tempo |          | 18      |
| 19                          | 9  | Sébastien Buemi        | e.dams Renault     | senza tempo |          | 19      |
| 20                          | 7  | Jérôme d'Ambrosio      | Dragon Racing      | senza tempo |          | 20      |

- Nicolas Prost viene penalizzato di 10 posizioni sulla griglia per la collisione con Nick Heidfeld nell'E-Prix di Pechino
- D'Ambrosio viene penalizzato per aver utilizzato più potenza di quella consentita durante la sessione di qualifica.

### Gara
La gara è stata vinta da Sam Bird del team Virgin davanti a Lucas Di Grassi e Sébastien Buemi.
| Pos. | Nº | Pilota                 | Team               | Giri | Tempo/Ritiro | Griglia | Punti |
| ---- | -- | ---------------------- | ------------------ | ---- | ------------ | ------- | ----- |
| 1    | 2  | Sam Bird               | Virgin Racing      | 31   | 51:11.979    | 2       | 25    |
| 2    | 11 | Lucas Di Grassi        | Audi Sport ABT     | 31   | +4.175       | 18      | 18    |
| 3    | 9  | Sébastien Buemi        | e.dams Renault     | 31   | +5.739       | 19      | 15    |
| 4    | 8  | Nicolas Prost          | e.dams Renault     | 31   | +9.552       | 11      | 15    |
| 5    | 7  | Jérôme d'Ambrosio      | Dragon Racing      | 31   | +13.722      | 20      | 10    |
| 6    | 5  | Karun Chandhok         | Mahindra Racing    | 31   | +17.158      | 5       | 8     |
| 7    | 6  | Oriol Servià           | Dragon Racing      | 31   | +18.621      | 1       | 6     |
| 8    | 55 | António Félix da Costa | Amlin Aguri        | 31   | +19.926      | 10      | 4     |
| 9    | 3  | Jaime Alguersuari      | Virgin Racing      | 31   | +20.053      | 17      | 4     |
| 10   | 66 | Daniel Abt             | Audi Sport ABT     | 31   | +45.663      | 3       | 1     |
| 11   | 88 | Ho-Pin Tung            | China Racing       | 31   | +55.833      | 15      |       |
| 12   | 30 | Stéphane Sarrazin      | Venturi            | 31   | +56.626      | 12      |       |
| 13   | 28 | Matthew Brabham        | Andretti Autosport | 31   | +1:05.036    | 9       |       |
| 14   | 21 | Bruno Senna            | Mahindra Racing    | 30   | Incidente    | 8       |       |
| 15   | 27 | Franck Montagny        | Andretti Autosport | 30   | +1 giro      | 13      |       |
| 16   | 77 | Katherine Legge        | Amlin Aguri        | 28   | +3 giri      | 16      |       |
| 17   | 10 | Jarno Trulli           | Trulli             | 28   | +3 giri      | 5       |       |
| Rit  | 99 | Nelson Piquet Jr.      | China Racing       | 22   | Collisione   | 7       |       |
| Rit  | 18 | Michela Cerruti        | Trulli             | 7    | Collisione   | 14      |       |
| SQ   | 23 | Nick Heidfeld          | Venturi            | 14   | Squalificato | 8       |       |

| Franck Montagny viene squalificato dopo un anno per aver utilizzato una sostanza vietata.

## Classifiche

### Piloti
| Pos. | Pilota            | Punti |
| ---- | ----------------- | ----- |
| 1    | Lucas Di Grassi   | 43    |
| 2    | Sam Bird          | 40    |
| 3    | Franck Montagny   | 18    |
| 4    | Nicolas Prost     | 18    |
| 5    | Jérôme d'Ambrosio | 18    |

### Squadre
| Pos. | Squadra            | Punti |
| ---- | ------------------ | ----- |
| 1    | Audi Sport ABT     | 45    |
| 2    | Virgin Racing      | 44    |
| 3    | e.dams Renault     | 33    |
| 4    | Andretti Autosport | 30    |
| 5    | Dragon Racing      | 30    |